# Мелики
Мелики (грч. Μελίκη) је насељено место у општини Александрија у периферији Средишња Македонија, Грчка. Према попису из 2021. године било је 2.838 становника.
Насеље је 1913. године имало 985 житеља Грка. После 1923. године насељене су 43 грчке избегличке породице, укупно 156 особа. На попису из 1928. године Мелики је имао 1.366 становника.